# Guerre de Shanghai
Pour les articles homonymes, voir Bataille de Shanghai (homonymie).
Batailles
Invasion japonaise de la Mandchourie
- Mukden
- Jiangqiao
- Pont de la rivière Nen
- Jinzhou
- Harbin
- Pacification du Mandchoukouo
- Rehe
- Grande Muraille
- Mongolie-intérieure (Suiyuan)

Les noms de guerre de Shanghai, bataille de Shanghai, incident du 28 janvier (一·二八事變; dans l'historiographique chinoise), ou premier incident de Shanghai (dans l'historiographie japonaise, le Second incident de Shanghai étant la bataille de 1937) sont utilisés pour désigner un conflit armé ayant opposé l'empire du Japon à la république de Chine du 28 janvier au 5 mai 1932, concomitamment avec la fin de l'invasion de la Mandchourie (19 septembre 1931 - 27 février 1932). Ce fut l'un des préludes à la seconde guerre sino-japonaise (1937-1945).

## Contexte
À la fin 1931, l'empire du Japon avait envahi la Mandchourie, annexant son territoire et se préparant à y établir le Mandchoukouo. Le Japon souhaitait cependant poursuivre sa politique expansionniste en Chine, tout particulièrement à Shanghai où il possédait, comme un certain nombre de puissances occidentales, des concessions territoriales. Afin de justifier l'expansion militaire du Japon, des incidents furent suscités ou exploités : le 18 janvier 1932, cinq moines bouddhistes japonais furent passés à tabac près de la fabrique de Sanyou par des civils chinois. Des agents japonais mirent alors le feu à la fabrique et tuèrent l'un des policiers envoyés par les autorités chinoises. Ces incidents provoquèrent à Shanghai une vague de ressentiment anti-japonais, des citoyens chinois manifestant contre leur présence et appelant au boycott chinois des produits japonais. De leur côté, les Japonais profitèrent de la situation pour rassembler des troupes autour de Shanghai.

## Bataille

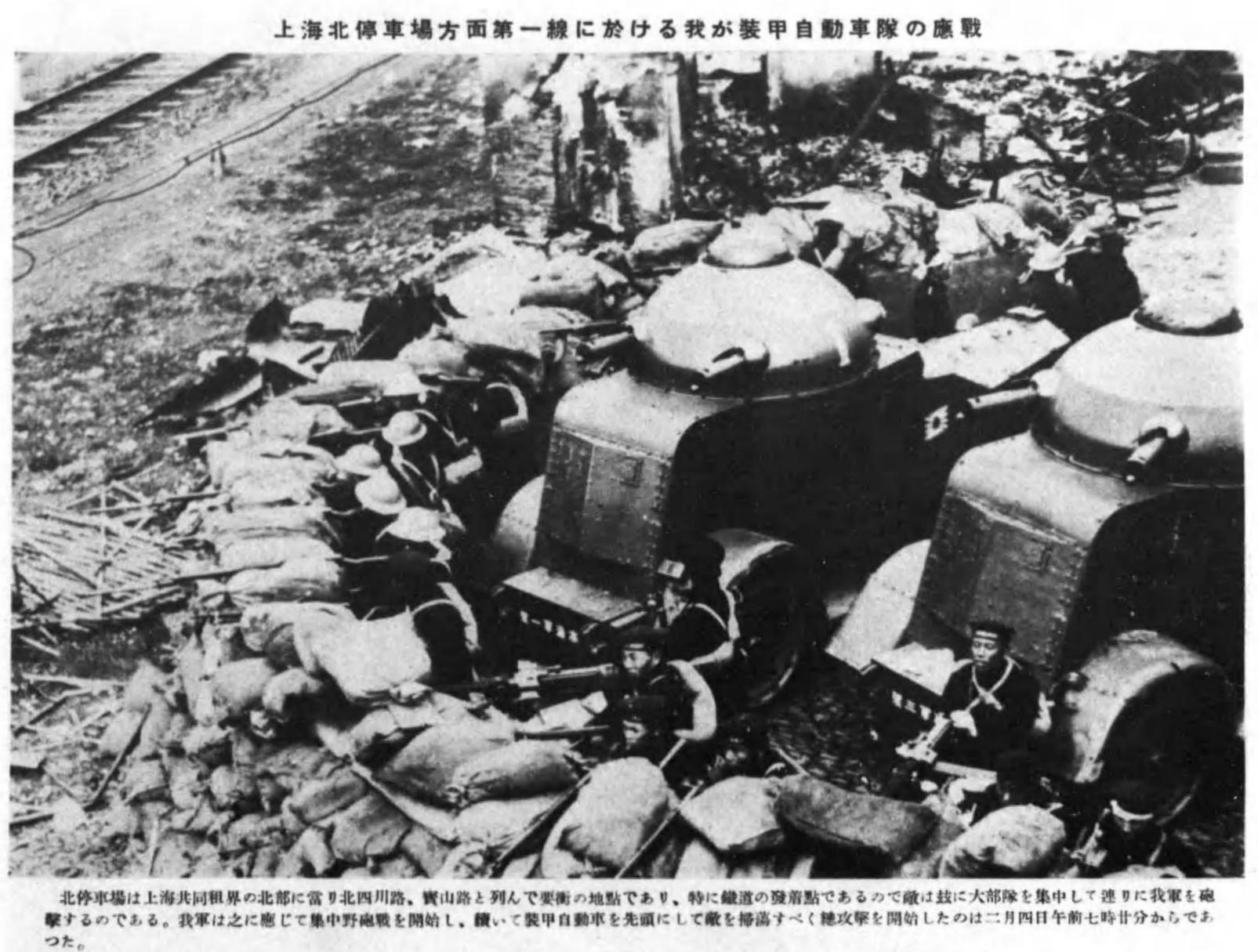
Automitrailleuses Vickers-Crossley M25 de l'infanterie de marine de la marine impériale japonaise près de la Shanghai North Railway Station.

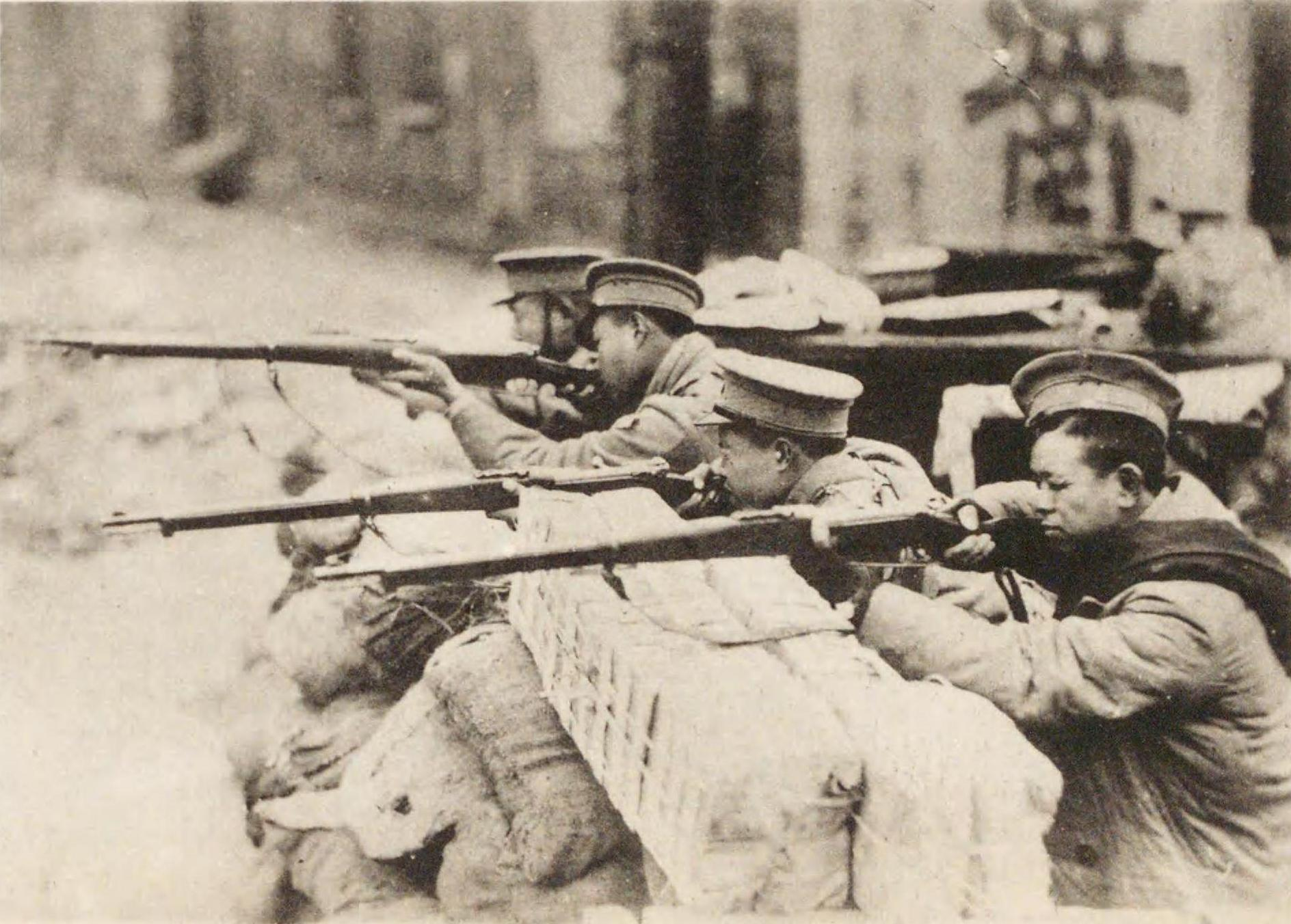
La police militaire chinoise de Shanghai armée de fusils Hanyang 88 participant aux combats de rue.

Les tensions allèrent en s'aggravant la semaine suivante. Le 27 janvier, les Japonais avaient réuni autour de la ville trente navires, quarante avions de combat, et environ sept mille soldats de l'Armée expéditionnaire japonaise de Shanghai, créée pour l’occasion, afin de défendre leur concession. Le gouvernement japonais demanda également à la municipalité de Shanghai une condamnation officielle des violences anti-japonaises, ainsi que des compensations financières pour les biens détruits. Le 28 janvier, la municipalité accepta dans l'après-midi de satisfaire ces requêtes. Mais, dans la nuit, l'aviation japonaise commença à bombarder la ville, tandis que les troupes japonaises au sol s'attaquaient à différentes cibles, affrontant la 19e armée de route de l'Armée nationale révolutionnaire. 
Les États-Unis, le Royaume-Uni et la France, qui bénéficiaient tous de concessions à Shanghai, tentèrent vainement d'obtenir un cessez-le-feu de la part du Japon. Le 30 janvier, Tchang Kaï-chek, chef de l'armée, ordonna le transfert temporaire du siège du gouvernement vers Luoyang, Nankin, capitale de l'époque, étant jugée trop proche de Shanghai.
Le 12 février, les Japonais émirent un ultimatum, exigeant que les troupes chinoises reculent à vingt kilomètres des concessions : devant le refus chinois, les combats continuèrent et s'intensifièrent. N'étant toujours pas parvenus à contrôler la ville, les Japonais envoyèrent un nombre important de renforts, les effectifs de l'Armée impériale japonaise montant jusqu'à 80 000 hommes, soutenus par 80 navires de guerre et 300 avions. Tchang Kaï-chek, de son côté, envoya la 15e armée chinoise, qui constituait les troupes d'élite de la république de Chine. Le 20 février, les Japonais accrurent leurs bombardements pour briser les lignes défensives chinoises. Le 3 mars, la 19e armée de route et la 5e armée chinoises, prises à revers, durent abandonner leurs positions.

## Cessez-le-feu
Le 4 mars, la Société des Nations émit une résolution demandant un cessez-le-feu. Le 14 mars, des délégués de la SDN arrivèrent à Shanghai pour amener les Japonais à négocier, tandis que les combats continuaient sporadiquement. Le 5 mai, après un retard dû à un attentat à la grenade du militant indépendantiste coréen Yoon Bong-gil au parc Hongkou blessant les officiers supérieurs et officiels japonais le 29 avril, le général japonais Yoshinori Shirakawa mourant le 26 mai des suites de ses blessures, la république de Chine et l'empire du Japon signèrent l'accord de cessez-le-feu de Shanghai (chinois : 淞滬停戰協定; pinyin : sōnghùtíngzhànxiédìng), qui faisait de la ville une zone démilitarisée et interdisait aux Chinois de maintenir une force armée dans ses environs, en ne conservant qu'une force de police.

## Conséquences
Les puissances occidentales, désireuses de préserver leurs intérêts à Shanghai, avaient contribué à imposer un accord de cessez-le-feu désavantageux pour les Chinois. Le traité fut ressenti comme une humiliation en Chine, quelques mois après la défaite en Mandchourie. La situation bénéficia cependant à Tchang Kaï-chek : ce dernier, qui venait de démissionner de son poste de chef de l'État après l'invasion de la Mandchourie, put revenir sur le devant de la scène politique, la menace japonaise le faisant apparaître comme un recours militaire indispensable.
De plus, durant cette bataille, les médias japonais s’enflammèrent pour ce qu’ils présentèrent comme le sacrifice de trois jeunes soldats japonais équipés d'explosifs qui se seraient fait sauter dans les tranchées chinoises et qui furent qualifiés de « bombes humaines ». La propagande s'empara du sujet et on publia des livres, un manga pour jeunes enfants, on peignit des tableaux, on commanda des statues de bronze, on organisa un concours de poèmes, on créa une chanson populaire à leur gloire. En réalité, il s’agissait d’une erreur de préparation et non d’un acte héroïque. Ce fut présenté comme la première occurrence de glorification d'une attaque suicide, qui préfigurait en cela les kamikazes qui entreraient en action à grande échelle à partir de 1944.